# Свободный Чосон
Свободный Чосон (кор. 자유 조선), ранее известная как Гражданская оборона Чхоллима (кор. 천리마민방위) и официально именуемая Временное правительство Свободного Чосона (кор. 자유조선임시정부) — северокорейская политическая группа активистов. Создана 4 марта 2017 года. Известна тем, что защищала Ким Хан Соля, сына Ким Чен Нама, после убийства последнего агентами КНДР. Поддерживает беженцев из КНДР.
1 марта 2019 года «Гражданская оборона Чхоллима» была переименована в «Свободный Чосон». Организация предлагает переименовать КНДР в Чосон после свержения коммунистического режима.

## Миссия
1 марта 2019 года организация «Свободный Чосон» опубликовала «Декларацию». В этом заявлении организация перечислила девять обвинений против режима Кимов в Северной Корее. На основании этих обвинений «Свободный Чосон» объявил режим Кима нелегитимным правительством и провозгласил себя истинным представительным правительством народа Северной Кореи: «Мы объявляем в этот день создание „Свободного Чосона“, временного правительства, готовящего основы для будущей нации, которая будет построена на уважении прав человека и гуманизме, которая будет свято хранить достоинство каждой женщины, мужчины и ребёнка. Мы объявляем организацию единственным законным представителем народа Северной Кореи». Далее в декларации содержится призыв к сопротивлению режиму Кима со стороны тех, кто в настоящее время живёт под его правлением, а также к корейцам за рубежом оказать поддержку Свободному Чосону.

## Деятельность
15 марта 2019 года The Washington Post сообщил, что «Свободный Чосон» участвовал в нападении на посольство Северной Кореи в Мадриде, которое было совершено 22 февраля. Испанские СМИ заявили, что двое участников рейда были связаны с ЦРУ.
Деятельность группы включала многочисленные побеги северокорейцев из КНДР и их посольств за рубежом. Среди них бывший посол Северной Кореи в Италии Чо Сон Гиль.
18 апреля 2019 года Министерство юстиции США арестовало члена движения «Свободный Чосон» Кристофера Ана и провело обыск в квартире его члена Адриана Хона.
30 июня 2019 года «Свободный Чосон» опубликовал заявление о саммите между Кореи и США 2019 года, на котором президент США Дональд Трамп встретился с Ким Чен Ыном и символически пересек границу с Северной Кореей в Корейской демилитаризованной зоне. В заявлении критиковалось истинное намерение северокорейского режима возобновить диалог с США по вопросу денуклеаризации: «Миллионы умерших от голода, сотни тысяч граждан в концентрационных лагерях и сотни похищенных и убитых иностранцев подтвердят, что, к сожалению, режим в Пхеньяне никогда не действовал добросовестно и только стремится затянуть время, продолжая распространять оружие массового поражения и совершать массовые злодеяния. К сожалению, эти пустые жесты режима Кима служат лишь для того, чтобы обмануть мир и укрепить безнравственный преступный режим».